# Nova Santa Ponsa

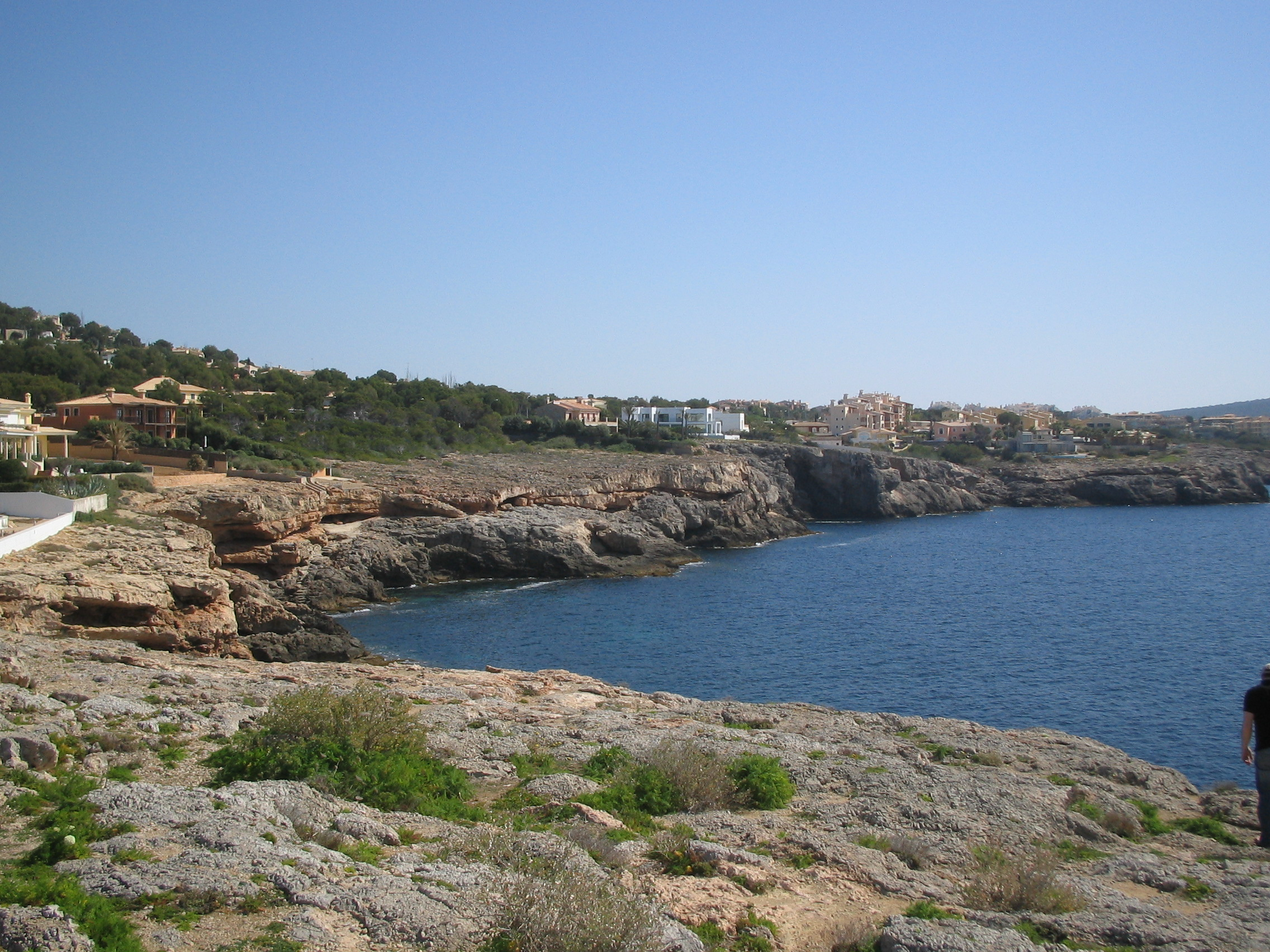
Borde de la costa en Nova Santa Ponsa.

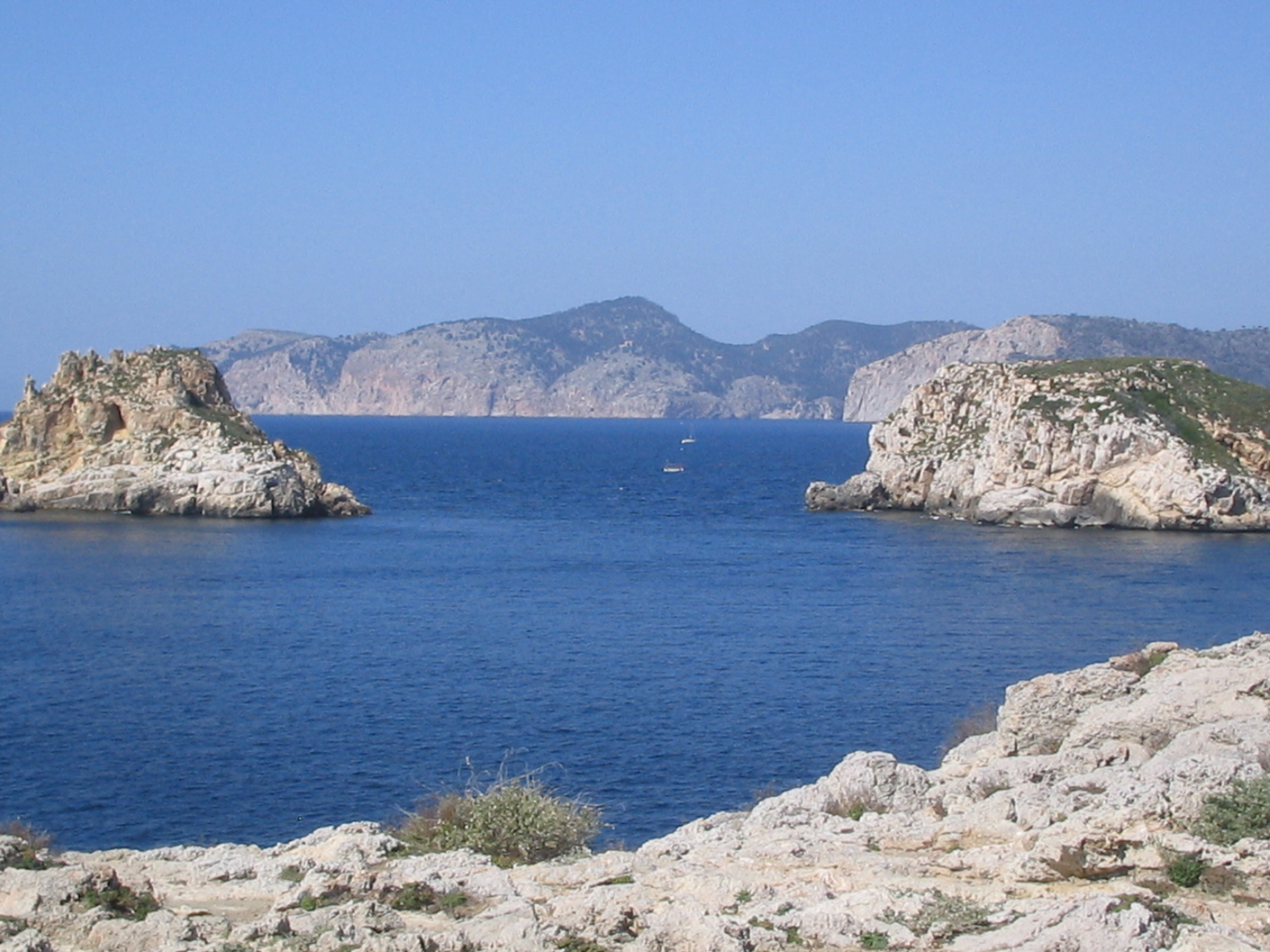
Las Malgrats.

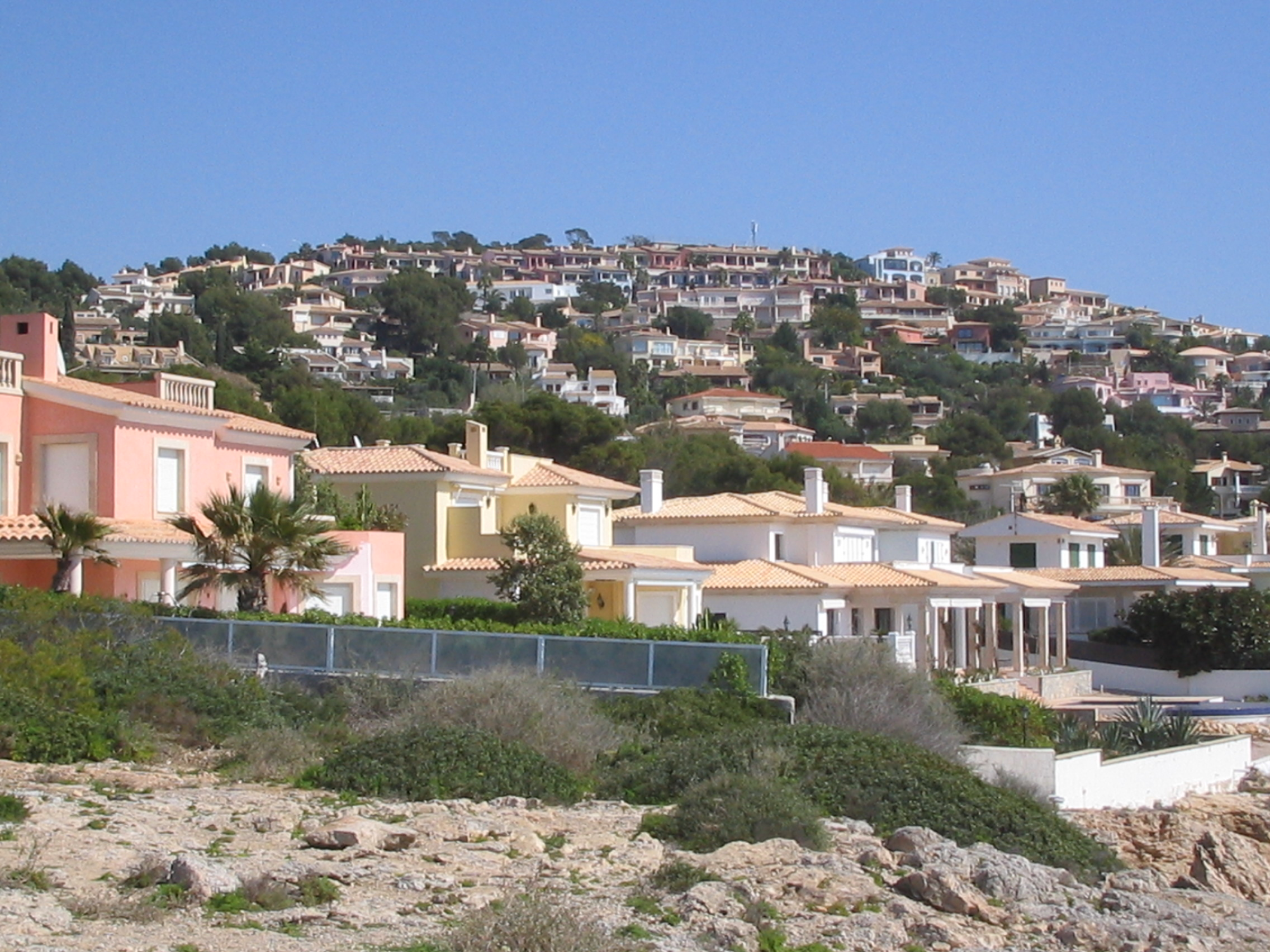
La cima de Nova Santa Ponsa.

Nova Santa Ponsa es una zona residencial situada en el término municipal de Calviá, en Mallorca, la mayor de las Baleares, España. Parte de la urbanización se asienta sobre un elevado promontorio, mientras que otra parte está justo al borde del acantilado que bordea la costa de la isla, obteniendo una excelente panorámica de las islas Malgrats y de la isla del Toro. Nova Santa Ponsa posee el Campo de Golf Santa Ponsa I, II y III y es colindante con Santa Ponsa y con la urbanización El Toro. La mayoría de los residentes de la urbanización son de origen alemán y británico. En el 2008 los terrenos y las villas disponibles se han revalorizado alcanzando elevados precios.
Nova Santa Ponsa es parte del entramado del Paseo Calviá, un paseo peatonal conocido como el pulmón verde del municipio.